# Milagre das rosas

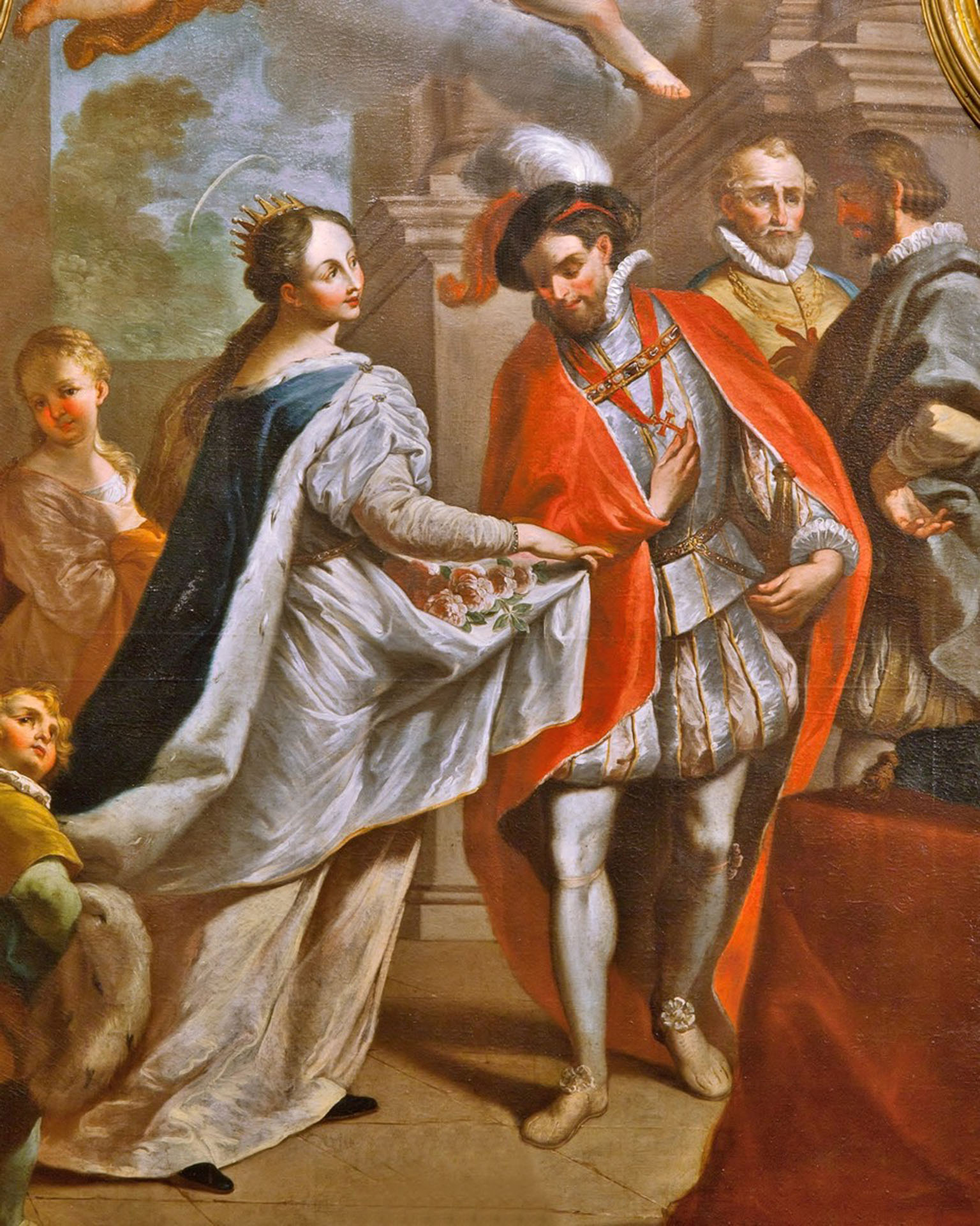
O Milagre das Rosas da Rainha Santa Isabel, André Gonçalves, c. 1735-40, Igreja do Menino Deus

O Milagre das rosas, que é muito conhecido em Portugal, retrata a transformação milagrosa de pães em flores, normalmente rosas como é transparecido, que estavam a ser transportadas no regaço por santas senhoras que estavam a ser denunciadas por os levarem furtivamente aos pobres.  Entre elas conta-se a Rainha Santa Isabel de Portugal, sua tia Isabel da Hungria, Santa Zita e Santa Cacilda.